# Sergio Motta
Nota: Para o ministro das comunicações do primeiro mandato do governo FHC, veja Sérgio Motta.
Sergio Motta (Rio de Janeiro, 12 de maio de 1968) é um político brasileiro.
Nas eleições de 7 de outubro de 2018 foi eleito deputado estadual de Santa Catarina para a 19.ª legislatura, pelo Partido Republicano Brasileiro (PRB).